# Ghiacciaio Blades
Il ghiacciaio Blades è un ghiacciaio situato nella parte nord-occidentale della Terra di Marie Byrd, in Antartide. Situato in particolare sulla costa di Saunders, nella parte settentrionale della penisola di Edoardo VII, in una parte della Terra di Marie Byrd che si sovrappone alla parte nord-orientale della Dipendenza di Ross, il ghiacciaio, il cui punto più alto arriva a circa 800 m s.l.m., fluisce verso est a partire da una sella sita a nord del picco La Gorce, dall'altra parte della quale scende il ghiacciaio Larson, fino ad unire il proprio flusso a quello del ghiacciaio Dalton.

## Storia
Diverse formazioni di quest'area furono fotografate durante le spedizioni antartiche comandate da Richard Evelyn Byrd e svolte nel 1928-30 e nel 1933-35. Il ghiacciaio Blades è stato comunque mappato in dettaglio dai membri dello United States Geological Survey (USGS) grazie a fotografie scattate durante ricognizioni aeree effettuate dalla marina militare statunitense e ricognizioni terrestri svolte dallo stesso USGS, tra gli anni 1959 e 1965, e così battezzato dal comitato consultivo dei nomi antartici in onore di William Robert Blades, che svolse il ruolo di navigatore durante l'operazione Highjump, svolta da 1946 al 1947, e le operazioni Deep Freeze svolte dal 1955 al 1959.